# CCC (companie)
CCC este o rețea de retail de încălțăminte, deținută de firma NG2 din Polonia.
Compania a fost fondată de Dariusz Milek, absolvent al unei școli de minerit, care în 1991, după căderea comunismului, vindea bunuri într-o piață în aer liber din orașul Lubin.
În 1996 și-a deschis un lanț de magazine de încălțăminte ieftină, numit Golden Feet.
În 1999, pe măsură ce sectorul de retail începea să crească în Polonia și mallurile își făceau apariția, Milek a fondat lanțul de magazine CCC, care acum este prezent în aproape toate mallurile din țară.
Până în 2000, polonezul avea și o fabrică de încălțăminte, iar în 2004 a listat compania pe Bursa de la Varșovia.
În anul 2009, compania deținea 585 de magazine din Polonia și 29 din Cehia iar Dariusz Milek era unul din cei mai bogați oameni din Polonia.

## CCC în România
Compania este prezentă și în România din vara anului 2012, când a deschis primul magazin de încălțăminte în Galeriile Feeria din zona comercială Băneasa.
În anul 2014, rețeaua a ajuns la un număr de 19 magazine, din care 5 în București și 3 în Iași.